# Квашов
Квашов (слч. Kvašov) насељено је мјесто са административним статусом сеоске општине (слч. obec) у округу Пухов, у Тренчинском крају, Словачка Република.

## Становништво
| Година:    | 1994. | 2004.   | 2014.   | 2024.   |
| ---------- | ----- | ------- | ------- | ------- |
| Број људи: | 683   | 658     | 661     | 636     |
| Разлика:   |       | -3,66 % | +0,45 % | -3,78 % |

| Година:    | 2023. | 2024.   |
| ---------- | ----- | ------- |
| Број људи: | 643   | 636     |
| Разлика:   |       | -1,08 % |

Према подацима о броју становника из 2024. године насеље је имало 636 становника.